# Râul Lupului, Homorod
Râul Lupului este un curs de apă afluent al râului Homorod. 

## Hărți
- Harta Județul Satu Mare